# Aron Freimann
Aron Freimann (5. srpna 1871 Wieleń, provincie Poznaň – 6. června 1948 New York) byl německo-židovský historik, hebraista a bibliograf.

## Život a dílo
Aron Freimann se narodil v polském městě Wieleń (tehdy patřícího Prusku) do rodiny významného židovského učence a rabína Dr. Israela Meir Freimanna. Byl bratrancem i švagrem rabína Jakoba Freimanna. Stejně jako Jakob i Aron vystudoval gymnázium v Ostrowu. Následně vystudoval historii a orientalistiku na univerzitě v Berlíně, kde byl v roce 1896 promován na doktora filosofie.
Od roku 1898 pracoval v městské knihovně ve Frankfurtu nad Mohanem, kde vybudoval samostatné hebraisticko-judaistické oddělení, co do rozsáhlosti sbírek jedno z největších na evropském kontinentě. Od roku 1900 byl v redakci Časopisu pro hebrejskou bibliografii (Zeitschrift für hebräische Bibliographie), napsal knihu o dějinách židovské obce v Ostrowu a mimo jiné také přispíval články o historii pražských židů (např. o rodině knihtiskařů Geršonů). Především však spolupracoval na dvou rozsáhlých projektech: historicko-topografické encyklopedii Germania Judaica a v letech 1929 až 1939 vydával časopis o dějinách Židů v Německu (Zeitschrift für die Geschichte der Juden in Deutschland).
Poté, co Německo ovládli nacisté, byl propuštěn a nesměl již knihovnu navštěvovat. V letech 1937–1939 byl zastupitelem v Říšském zastupitelstvu německých Židů (nuceně vytvořená zastřešující politická židovská organizace) a byl také posledním předsedou židovské obce ve Frankfurtu. V roce 1939 s manželkou emigroval do USA a do své smrti pracoval v Newyorské veřejné knihovně.